# یوسبیوس نیکومدیا
یوسبیوس نیکومدیا (زبان یونانی: Εὐσέβιος؛ ۱ ژانویهٔ ۰۳۰۰ – ۱ ژانویهٔ ۰۳۴۱) یک کشیش آریانیسم بود که کنستانتین بزرگ را در بستر مرگش در سال ۳۳۷ غسل تعمید داد. افسانه ای در قرن پنجم شکل گرفت که پاپ سیلوستر یکم کسی بود که کنستانتین را غسل تعمید داد، اما این موضوع توسط محققان به عنوان جعلی برای اصلاح حافظه تاریخی «غسل تعمید آریانی که امپراتور در پایان دوره زندگی خود دریافت کرد، و جایگزین کردن آن با یک غسل تعمید کاملاً ارتدوکس»، رد شده‌است. اوسبیوس نیکومدیا اسقف بریتوس (بیروت) کنونی در فنیقیه بود. او بعداً اسقف نیکومدیا شد. جایی که دربار امپراتور در آن قرار داشت. او سرانجام از سال ۳۳۸ تا زمان مرگش در قسطنطنیه زندگی کرد.